# Jacob Jacobson
Jacob Jacobson (* 27. November 1888 in Schrimm, Provinz Posen; † 31. Mai 1968 in Bad Neuenahr) war ein deutsch-jüdischer Historiker und Experte für jüdische Genealogie, Archivar und Holocaustüberlebender.

## Leben und Wirken
Jacob Jacobson, Sohn des Rabbiners Moses Jacobson, absolvierte nach der Talmudschule in Hamburg und dem Abitur am Gymnasium in Gnesen ab 1906 ein Studium an den Universitäten Breslau, München, Berlin und Marburg. Er promovierte und legte die Prüfung zur Lehramtsbefähigung an höheren Schulen ab. Jacobson nahm als Soldat von 1914 bis 1918 am Ersten Weltkrieg teil und erreichte den militärischen Rang eines Unteroffiziers. Aufgrund zweier schwerer Verwundungen erhielt er das Verwundetenabzeichen und wurde 1919 mit dem Eisernen Kreuz II. Klasse ausgezeichnet. Jacobson war mit Henriette, geborene Goldschmidt (* 1884), verheiratet; das Paar hatte einen Sohn.
Von 1920 bis 1939 leitete Jacobson das Gesamtarchiv der deutschen Juden und kümmerte sich nach der Machtübernahme durch die Nationalsozialisten insbesondere um die Sicherung jüdischen Archivmaterials. Im Gesamtarchiv wurden auch Auskünfte zum sogenannten Ariernachweis erteilt. Nach den Novemberpogromen 1938 konnte Jacobson nicht emigrieren, da er als Fachmann für jüdische Genealogie für die Kooperation mit dem Reichssippenamt benötigt wurde. Im Mai 1943 wurde Jacobson in das Ghetto Theresienstadt deportiert, wo er am 19. Mai 1943 ankam. Im Theresienstadt-Konvolut ist er als „A-Prominenter“ aufgeführt und bearbeitete weiterhin Quellen für die Zentralstelle für jüdische Personenstandsregister. Am 8. Mai 1945 wurde Jacobson durch die Rote Armee befreit und emigrierte im selben Jahr nach London zu seiner Frau und seinem Sohn, die vor Ausbruch des Krieges nach England geflüchtet waren. Dort wurde er 1957 Mitglied des Leo Baeck Instituts. 1965 schrieb er die Bruchstücke 1939–1945. Im Mai 1968 verstarb er in Bad Neuenahr.

## Schriften (Auswahl)
- Zur Geschichte der Juden in Rogasen. Ehrlich, Berlin 1935
- Jüdische Trauungen in Berlin 1723–1759. Jastrow, Berlin 1938
- Hrsg. Die Judenbürgerbücher der Stadt Berlin 1809–1851 (= Veröffentlichungen der Historischen Kommission zu Berlin. Quellenwerke Band 1). de Gruyter, Berlin 1962
- Hrsg. Jüdische Trauungen in Berlin 1759–1813. Veröffentlichungen der Historischen Kommission zu Berlin. Mit einem Geleitwort von Hans Herzfeld  (= Veröffentlichungen der Historischen Kommission zu Berlin. Quellenwerke Band 4). de Gruyter, Berlin 1968
- Bruchstücke 1939-1945, Auszug, in: Monika Richarz (Hrsg.): Jüdisches Leben in Deutschland.  Band 3: Selbstzeugnisse zur Sozialgeschichte 1918–1945. DVA, Stuttgart 1979, S. 401–412